# Triodicolacris
Triodicolacris is een geslacht van rechtvleugeligen uit de familie veldsprinkhanen (Acrididae). De wetenschappelijke naam van dit geslacht is voor het eerst geldig gepubliceerd in 1992 door Baehr.

## Soorten
Het geslacht Triodicolacris omvat de volgende soorten:
- Triodicolacris eburnea Baehr, 1992
- Triodicolacris picta Baehr, 1992